# پاودرهورن (کلرادو)
پاودرهورن (به انگلیسی: Powderhorn) یک منطقهٔ مسکونی در ایالات متحده آمریکا است که در شهرستان گانیسون، کلرادو واقع شده‌است. پاودرهورن ۲٬۴۶۸ متر بالاتر از سطح دریا واقع شده‌است.